# Blu
|  | Per a altres significats, vegeu «BLU». |

Blu és el pseudònim d'un artista plàstic italià que roman anònim. Se sap que és natural de Bolonya, i que és un artista urbà en actiu des de 1999. La seua obra va ser premiada pel Festival Internacional de curtmetratge de Clermont-Ferrand. Ha decorat la façana del Tate Modern de Londres, i ha fet actuacions a llocs com el Mur d'Israel.

## Galeria

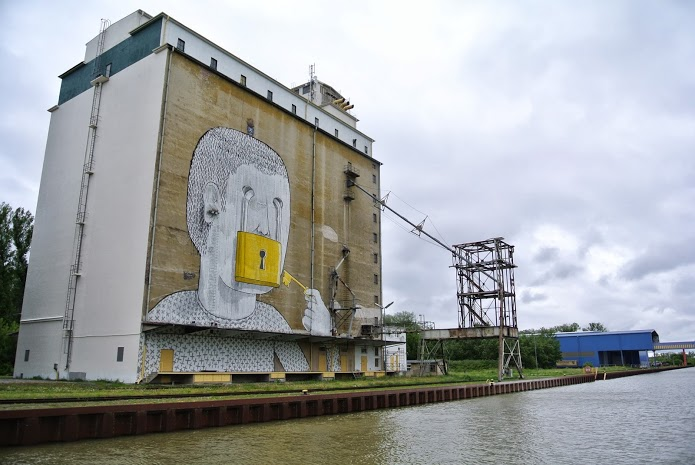
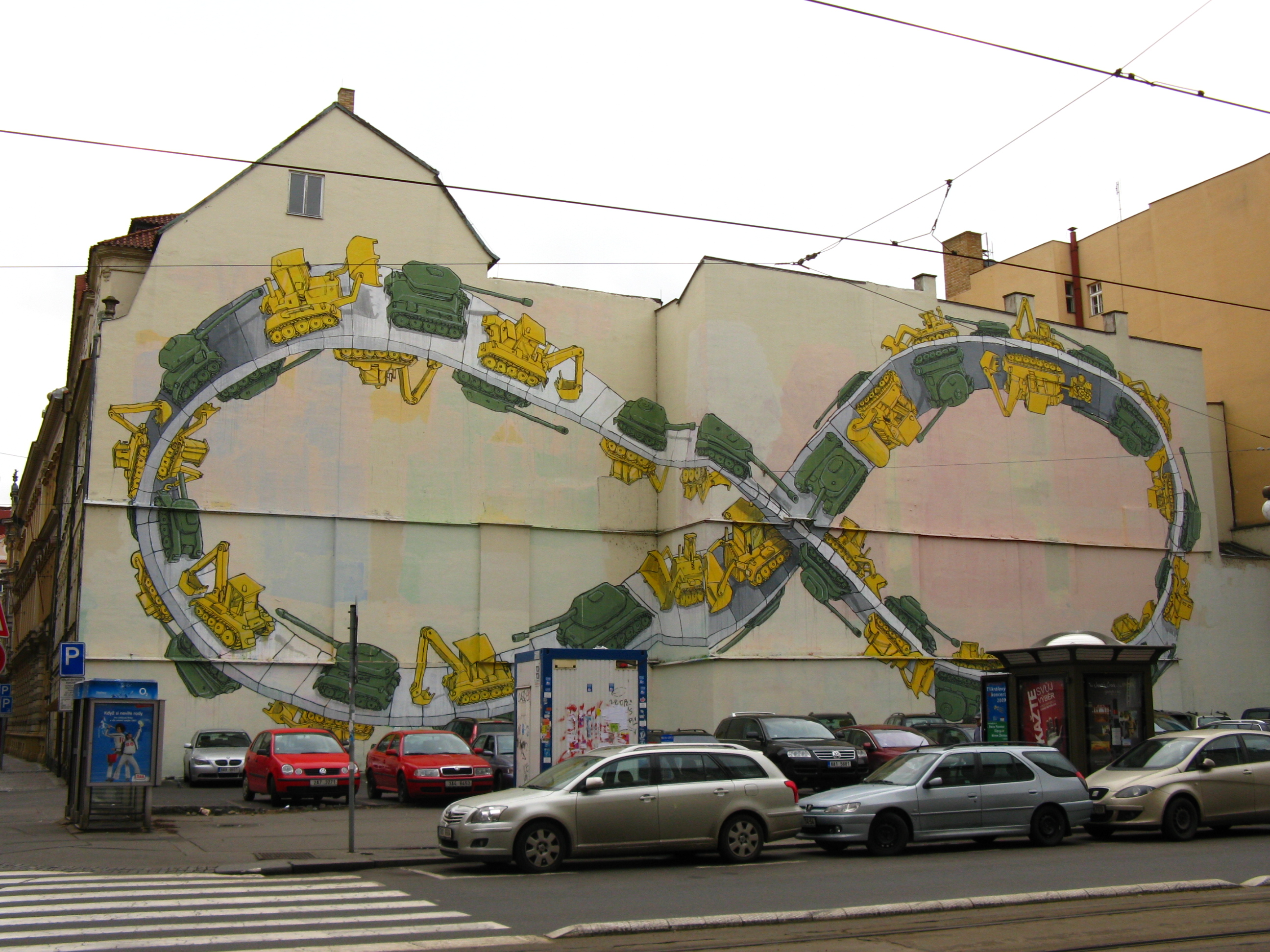
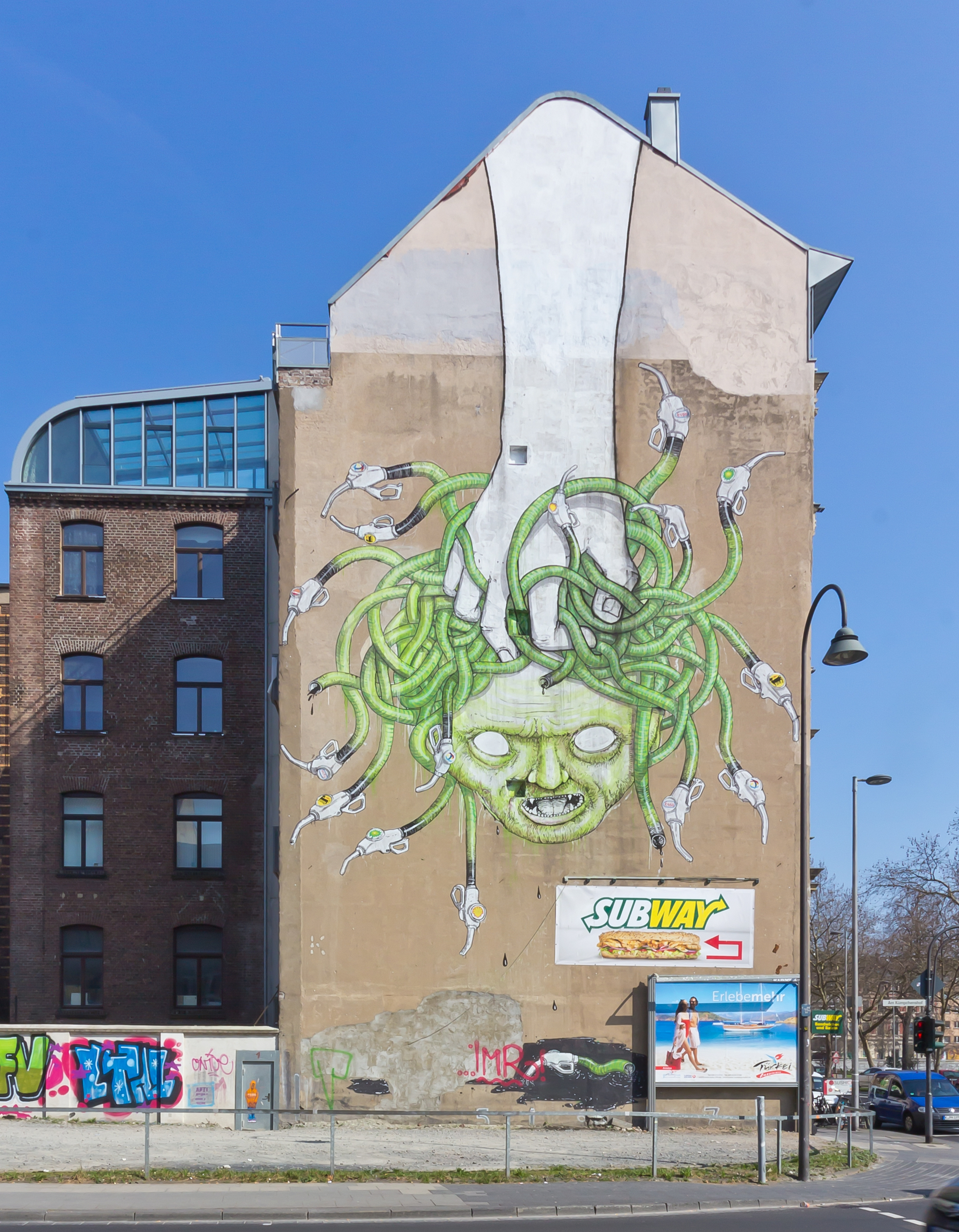
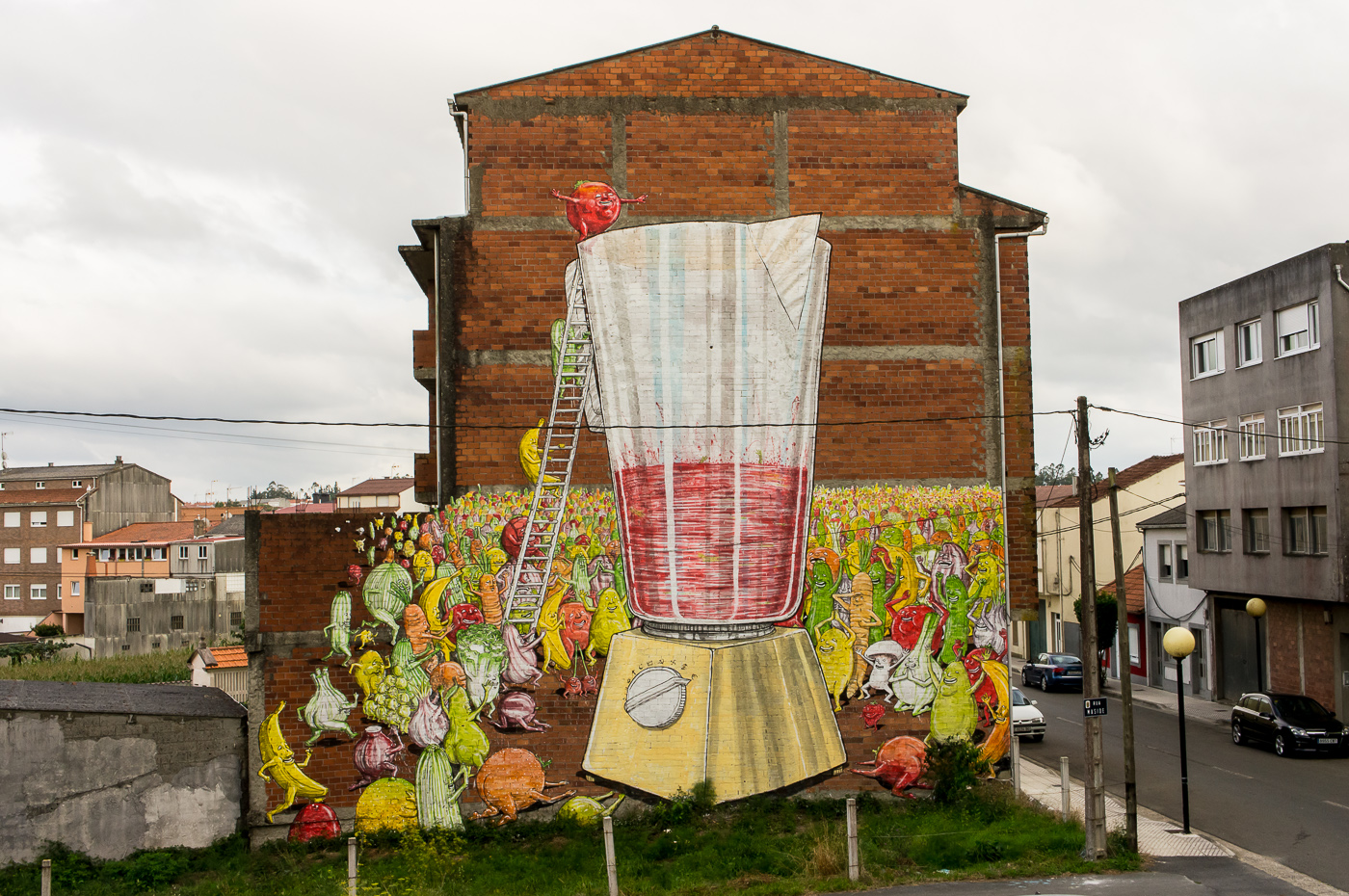
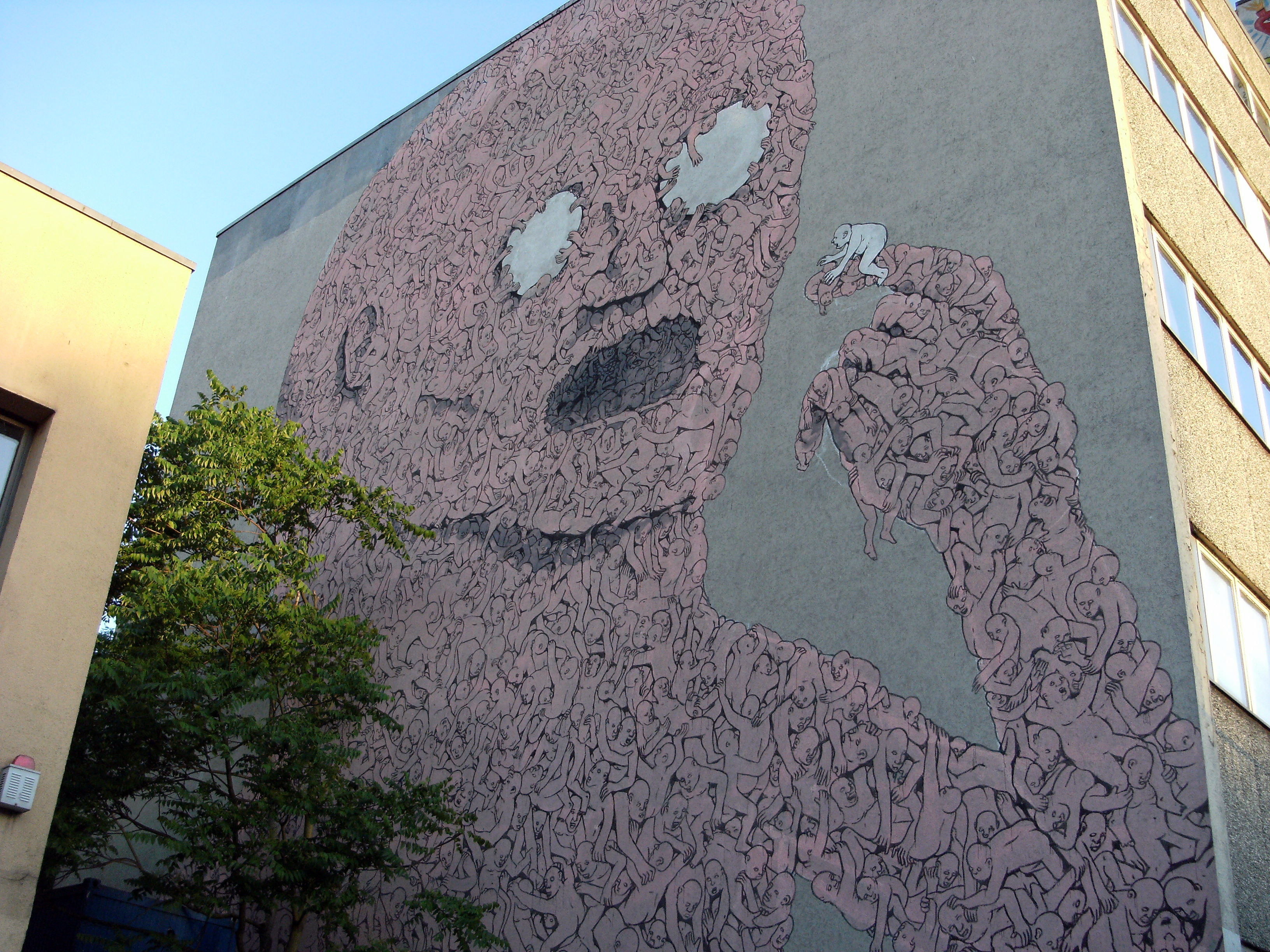